# Emrah Özyaylaz
Emrah Özyaylaz (* 1. Dezember 1994 in Mersin) ist ein türkischer Fußballspieler.

## Karriere
Özyaylaz erlernte das Fußballspielen u. a. in den Nachwuchsabteilungen der Vereine Mersin Karacailyas Veteranlar SK und Mersin İdman Yurdu.
Aufgrund von Spielermangel und einer Transfersperre erhielt er bei letzterem im Sommer 2015 zusammen mit anderen Nachwuchsspielern einen Profivertrag und wurde Teil der Profimannschaft. Sein Profidebüt gab er am 28. Januar 2016 in der Pokalbegegnung gegen Çaykur Rizespor.